# Solitude Standing
Solitude Standing – drugi multiplatynowy i najbardziej popularny album Suzanne Vegi. Z książeczki załączonej do wydania CD można dowiedzieć się, że wiele z utworów na tej płycie zostało napisanych przed rokiem 1987.

## Lista utworów
1. "Tom's Diner" (Vega) – 2:09 (napisany w 1982)
2. "Luka" (Vega) – 3:52 (napisany w 1984)
3. "Ironbound/Fancy Poultry" (Vega, Anton Sanko) – 6:19
4. "In the Eye" (Vega, Marc Shulman) – 4:16
5. "Night Vision" (Vega, Sanko) – 2:47
6. "Solitude Standing" (Vega, Visceglia, Sanko, Shulman, Stephen Ferrera) – 4:49
7. "Calypso" (Vega) – 4:14 (napisany w 1978)
8. "Language" (Vega, Visceglia) – 3:57
9. "Gypsy" (Vega) – 4:04 (napisany w 1978) produkcja Steve Addabbo, Lenny Kaye i Mitch Easter
10. "Wooden Horse" (Vega, Visceglia, Sanko, Shulman, Ferrera) – 5:13
11. "Tom's Diner (Reprise)" (Vega) – 2:40

## Skład
- Suzanne Vega – wokal, gitara akustyczna
- Michael Visceglia – gitara basowa, syntezator na 11
- Anton Sanko – syntezatory, gitara klasyczna na 5
- Marc Shulman – gitary elektryczne
- Stephen Ferrera – bębny, perkusja

### Dodatkowo
- Johnny Gordon – solo gitarowe na 2
- Sue Evans – perkusja na 7, bębny na 9
- Mitch Easter – gitara rytmiczna na 9
- Steve Addabbo – gitara na 9
- Frank Christian – gitara elektryczna na 9
- Shawn Colvin – dodatkowy wokal na 2